# Медив
Меди́в (англ. Medivh) — один из основных персонажей вымышленной вселенной Warcraft. Он участвовал в событиях, описанных в играх Warcraft: Orcs and Humans, Warcraft III: Reign of Chaos, книге Джеффа Грабба Warcraft: Последний Страж, встречается в игре World of Warcraft: The Burning Crusade, о нём упоминается в игре Warcraft II: Beyond the Dark Portal, а также появляется в фильме Warcraft.

## Биография

### Рождение
Мать Медива, Магна Эгвинн, была единственной женщиной-хранителем Ордена Тирисфаля — организации, созданной для защиты Азерота от возможных вторжений демонов Пылающего Легиона. Именно она сразила тело повелителя демонов Саргераса. Но смерть была запланирована падшим титаном, так как он вложил частицу своей души в тело Хранительницы, надеясь в будущем забрать её силу — силу мощнейшего существа Азерота.
Спустя несколько сотен лет Совет Тирисфаля заставил Эгвинн выбрать себе преемника и отдать ему силу Хранителя. Не доверяя колдунам из Ордена из-за своего высокомерия и нежелания кому-либо подчиняться, она решила родить себе сына-наследника. Для роли отца она выбрала Ниласа Арана — судебного чародея при дворе короля Ринна III, в Штормграде.

### Детство
Детство Медива было счастливым. Его растил отец, Нилас Аран, он учился у лучших магов королевства. Лучшими друзьями Медива были Андуин Лотар и принц Ллейн Ринн. Они часто вместе путешествовали по просторам королевства. Накануне дня его тринадцатилетия, у Медива случился огромный всплеск магической энергии. Тело юноши излучало сильные потоки магии, что приносило ему невыносимую боль. Нилас Аран, пытаясь спасти сына, умер от одного прикосновения к нему. Чтобы угомонить магическую силу Медива, были собраны сильнейшие маги королевства, но после этого Медив впал в кому. Юношу перенесли в Аббатство Североземья, где о нём заботились местные клирики и верный друг Андуин Лотар.

### Безумие и смерть
Медив очнулся спустя двадцать лет. Многое в нём изменилось. Большинство людей королевства считали его безумным, но никто, даже Эгвинн, не осознавал все масштабы случившегося. Тёмная сущность Саргераса вошла в тело Медива ещё до его рождения, и выжидала до времени проявления его силы Хранителя. Теперь внутри чародея происходила борьба между мощью Хранителя и силой Повелителя Легиона, не оставляя места для самого Медива.
Чародей поселился в башне Каражан, в перевале Мёртвого Ветра. Там Саргерас начал исполнять свой план. Именно он открыл Тёмный Портал и начал вторжение Орды. С помощью орков он планировал уничтожить расы людей и высших эльфов и добраться до Гробницы, куда Эгвинн спрятала его тело, закрытой для людей, эльфов и демонов, но не для орков.
Эгвинн узнала о предательстве сына, и пыталась было его вразумить, но поняла, кто на самом деле скрывается в теле Медива и сразилась с ним. Она уже не имела силы Хранителя, и Медив победил её. Но эта битва отозвалась глубоко в душе этого странного существа — там, где находилось сознание настоящего Медива.
Вскоре маги Даларана послали к Медиву ученика — способного юного мага по имени Кадгар. Вместе с Гароной — посланницей от Совета Теней Гул'дана к Медиву, они обнаружили, что Медивом владеет Саргерас. Спустя некоторое время они сообщили королю Ллейну об этом, но он не поверил их фантастическому рассказу. Но сэр Андуин Лотар прислушался к Кадгару и понял, каким опасным может быть Медив. Они с отрядом воинов вторглись в Каражан. В подвале башни состоялась битва против безумного чародея. Медив поразил Кадгара заклинанием, которое высосало из него молодость, но Кадгару всё же удалось пронзить мечом грудь Медива. Лотар сделал последний удар, отрубив чародею голову. Он, наконец, освободил его от власти Саргераса. Сущность демона отправилась в глубины Круговерти Пустоты. Однако, перед смертью Медив проклял Кадгара, превратив молодого человека в глубокого старца.
Орк-колдун Гул'дан, рыскавший в тот момент в разуме Медива в поисках местонахождения Гробницы Саргераса, оказался в коме, что привело к перевороту внутри Орды.

### Пророк
Много лет прошло после окончания Второй войны. В мир возвратился хаос: развалился Альянс, орки вырвались на свободу, множество влиятельных людей отреклись от Света ради Культа Проклятых, обещающих вечную земную жизнь. Мир стоял на пороге войны. Но никто не подозревал, какая угроза нависла над всем миром.
И среди всеобщего хаоса появилась могущественная персона, которую нарекли Пророк. Он предупреждал о готовящемся вторжении армий демонов и советовал всем смертным расам отправиться на запад, к забытым землям Калимдора.
Тралл, вождь Новой Орды орков, по совету духов, поверил ему. Он и сам знал о могуществе демонов, когда-то развративших расу орков, и понимал всю опасность, которую сулит их возвращение.
Потом Пророк, превратившись в ворона, полетел в столицу Лордерона. Король Теренас II, любимый своим народом правитель, не поверил словам Пророка, также, как посчитал паранойей советы магов Кирин-Тора об опасности магической чумы. Король наивно полагал, что ничего страшнее Второй войны быть не может.
Даже мудрые маги Кирин-Тора не поверили Пророку. Многие безумцы говорили о конце света во все времена, и этот ничем не лучше других, считал Антонидас.
Также Пророк предупредил принца Артаса об опасности для его страны и его лично. Но юноша, одержимый жаждой мести Мал'Ганису, командовавшему Армией Плети, также не посчитал эти слова существенными.
Только Джайна Праудмур, юная волшебница из Даларана и дочь великого адмирала Праудмура, поражённая разрушением Стратхольма Артасом, поверила Пророку и увела сотни людей за море.
С тех пор Пророк ненадолго исчез и не пытался противостоять деяниям Артаса. Только когда старые враги, люди и орки под предводительством Джайны и Тралла одновременно поднялись в его убежище, Пророк посоветовал им объединиться в борьбе против Пылающего Легиона.
Накануне битвы у горы Хиджал Пророк собрал вместе лидеров смертных рас — Тралла, вождя орков, Джайну, предводительницу людей, Малфуриона, главного друида ночных эльфов, и Тиранду, Верховную жрицу Элуны, и открыл им, кто он есть на самом деле.
Это был Медив, последний Хранитель Тирисфаля. Его мать, Эгвинн, отдала свои последние силы для воскрешения сына, чтобы он смог исправить ошибки прошлого. Там, в Искривлённом Пространстве, месте обитания духов мертвецов и обители демонов, он узнал о планах Легиона.
С его помощью все расы, объединившись, дали бой Пылающему Легиону. Демоны потерпели сокрушительное поражение, и один из сильнейших демонов, Архимонд, развоплотился.

## В World of Warcraft
Медив появляется в подземелье «Пещеры Времени: Чёрные Топи» в дополнении The Burning Crusade, где игрок может вернуться во времени, чтобы защитить Медива во время открытия Тёмного Портала в Чёрных Топях, которые теперь стали Выжженными землями. Драконы Бесконечности пытаются переписать историю, помешав Медиву открыть Тёмный Портал. Но тогда орки не объединились бы с людьми и эльфами, и Пылающий Легион победил в битве при Хиджале и разрушил бы Азерот.
Кроме того в игре можно увидеть башню Медива Каражан и Атиеш — посох Медива, который разлетелся на 42 части.
В самой башне Каражан можно сыграть с Медивом в шахматы.

## В Hearthstone
Он является одним из платных героев. Так же ему посвящено отдельное приключение «Вечеринка в Каражане», где нужно было спасти его. За прохождение этого приключения игрок получал карты, одна из этих карт «Хранитель Медив».

## Кино
Медив появился в фильме режиссёра Данкана Джонса «Варкрафт» в 2016 году. Его роль сыграл актёр Бен Фостер.

## Оценки и параллели
Автор статьи в ЛКИ об этом персонаже называет события его детства и юности «историей Гарри Поттера наоборот». Он отмечает его страсть к эффектным появлениям, сравнивает эпизод с появлением на дне рождения принца Ллейна с известным сюжетом сказки о спящей красавице. Он также обсуждает вопрос, «был ли Медив к тому времени человеком, или им управлял повелитель демонов Саргерас?». Наконец он проводит некоторые параллели между воскрешением Медива его матерью Эгвинн и возрождением Гэндальфа во «Властелине колец».